# Delta Columbae
Désignations
Delta Columbae est une étoile binaire de la constellation de la Colombe. Sa magnitude apparente est de 3,85. D'après la mesure de sa parallaxe annuelle par le satellite Hipparcos, le système est situé à environ ∼ 234 a.l. (∼ 71,7 pc) de la Terre.
Delta Columbae est une binaire spectroscopique à raies simples avec une période orbitale de 868,78 jours et une excentricité de 0,7. Sa composante visible est une géante lumineuse jaune de type spectral G7 II. Elle est 158 fois plus lumineuse que le Soleil.
L'étoile porte également la désignation de Flamsteed de 3 Canis Majoris, ainsi rattachée à la constellation voisine du Grand Chien. Bien que Bayer et Flamsteed ont tous deux inclut la constellation de la Colombe sur leurs atlas célestes, ils n'ont pas catalogué ses étoiles. La désignation de Bayer de Delta Columbae a elle-même été attribuée ultérieurement par Lacaille.